# (5663) McKeegan
(5663) McKeegan est un astéroïde de la ceinture principale.

## Description
(5663) McKeegan est un astéroïde de la ceinture principale. Il fut découvert le 1er mars 1981 à Siding Spring par Schelte J. Bus. Il présente une orbite caractérisée par un demi-grand axe de 2,39 UA, une excentricité de 0,27 et une inclinaison de 6,5° par rapport à l'écliptique.

## Compléments